# Handball-Landesliga Bayern 2011/12
Die Handball-Landesliga Bayern 2011/12 war die sechsunddreißigste Saison der in Nord und Süd eingeteilten bayerischen Landesliga, die vom Bayerischen Handballverband (BHV) organisiert wurde. Sie ist die zweithöchste Spielklasse des bayerischen Landesverbandes und wird hinter der Bayernliga als fünfthöchste Liga im deutschen Ligensystem geführt.

## Saisonverlauf
Die Meisterschaft der Gruppe Nord gewann der DJK Waldbüttelbrunn und Südmeister wurde der TSV Unterhaching, die damit auch das Aufstiegsrecht zur Bayernliga erhielten. Bei den Aufstiegsspielen der Zweitplatzierten konnte sich die TG Landshut gegen den TSV Ismaning durchsetzen und sich damit den dritten Aufstiegsplatz sichern. Die Absteiger der Nordgruppe waren der HG Amberg, MTV Stadeln, TSV 1861 Mainburg, TV Etwashausen und der Südgruppe TSV Indersdorf, TSV Schwabmünchen, TSV Landsberg.

Bereich des „Bayerischen Handballverbandes“

### Modus
Es wurde eine Hin- und Rückrunde gespielt. Platz eins jeder Gruppe war Staffelsieger und Direktaufsteiger in die Bayernliga. Die zweiten Plätze spielten in Rahmen einer Relegation einen dritten Aufsteiger aus. Die Platzierungen elf bis vierzehn der Gruppe Nord und die Plätze zwölf bis vierzehn der Gruppe Süd waren die Absteiger in die Bezirksligen. Bei Punktgleichheit galt der direkte Vergleich. Der Modus war für Männer- und Frauenteams gleich.

## Teilnehmer und Abschlusstabellen

### Männer
An der Bayerischen Landesliga 2011/12 nahmen je Gruppe vierzehn Mannschaften teil.  Nicht mehr dabei waren die Meister/Aufsteiger (N) der Vorsaison HC Sulzbach-Rosenberg, TSV Simbach sowie der HSC 2000 Coburg II und die Absteiger HSG Kirchheim/Anzing, TSV München-Ost, VfL Günzburg, TV 1861 Bruck, TV Gerolzhofen, SSG Metten, SC Freising. Neu in der Liga waren die Absteiger aus der Bayernliga mit dem TG Landshut und TSV Fürstenfeldbruck II und die 

Meister/Aufsteiger (N) aus den Bezirksoberligen: HSV Main-Tauber, HSG Lauf/Heroldsberg, HG Amberg, TS 1887 Selb, TSV 1861 Mainburg, TSV Ismaning, Eichenauer SV und der TSV Schwabmünchen.
| Gruppe Nord |                          |        |        |
| Platz       | Verein                   | Spiele | Punkte |
| 1.          | DJK Waldbüttelbrunn      | 26     | 45:7   |
| 2.          | TG Landshut (A)          | 26     | 40:12  |
| 3.          | TV Roßtal                | 26     | 33:19  |
| 4.          | TSV Partenstein          | 26     | 33:19  |
| 5.          | TV 1862 Münchberg        | 26     | 32:20  |
| 6.          | HSG Lauf/Heroldsberg (N) | 26     | 32:20  |
| 7.          | HSV Main-Tauber (N)      | 26     | 25:27  |
| 8.          | ASV 1863 Cham            | 26     | 24:28  |
| 9.          | TV 1862 Helmbrechts      | 26     | 22:30  |
| 10.         | TS 1887 Selb (N)         | 26     | 22:30  |
| 11.         | HG Amberg (N)            | 26     | 18:34  |
| 12.         | MTV Stadeln              | 26     | 15:37  |
| 13.         | TSV 1861 Mainburg (N)    | 26     | 14:38  |
| 14.         | TV Etwashausen           | 26     | 9:43   |

| Gruppe Süd |                             |        |        |
| Pos.       | Verein                      | Spiele | Punkte |
| 1.         | TSV Unterhaching            | 26     | 45:7   |
| 2.         | TSV Ismaning (N)            | 26     | 36:16  |
| 3.         | TV Memmingen                | 26     | 33:19  |
| 4.         | TSV Allach 09 II            | 26     | 31:21  |
| 5.         | TSV Trudering               | 26     | 30:22  |
| 6.         | Kissinger SC                | 26     | 29:23  |
| 7.         | TSV Niederraunau            | 26     | 29:23  |
| 8.         | TuS Fürstenfeldbruck II (A) | 26     | 28:24  |
| 9.         | TSV Friedberg II            | 26     | 27:25  |
| 10.        | Eichenauer SV (N)           | 26     | 27:25  |
| 11.        | TV Immenstadt               | 26     | 22:30  |
| 12.        | TSV Schwabmünchen (N)       | 26     | 20:32  |
| 13.        | TSV Landsberg               | 26     | 5:47   |
| 14.        | TSV Indersdorf              | 26     | 2:50   |

- TS 1887 Selb: fortan HSV Hochfranken
- (A) = Bayernliga Absteiger (N) = Neu in der Liga (Aufsteiger)

### Frauen
Meister der Gruppe Nord wurde die HG Zirndorf, die sich für die Bayernliga 2012/13 qualifizierte. Auch der Meister der Südgruppe TSV Ottobeuren und der Vizemeister Süd SV-DJK Taufkirchen gehörten ebenfalls zu den Aufsteigern.
Neu dabei waren die Bayernligaabsteiger TSV Winkelhaid, HSG Würm-Mitte, ASV Dachau und sechs Aufsteiger aus den Bezirksoberligen.

### Aufstiegsrelegation
Männer: TSV Ismaning : TG Landshut ≈ Aufsteiger Landshut

Frauen: Relegationsgewinner war der SV-DJK Taufkirchen